# Причард, Уильям
Уильям Причард (англ. William W. Prichard; 1914, Тиф-Ривер-Фолс, штат Миннесота — 30 марта 2013, Уилмингтон) — американский фармаколог, создатель антивирусного препарата римантадин.
Окончил Миннесотский университет, там же в 1939 году защитил диссертацию по органической химии, после чего поступил на работу в центральную исследовательскую экспериментальную лабораторию концерна DuPont в Уилмингтоне. Проработал там до 1979 года, выйдя на пенсию для ухода за заболевшей женой.
Важнейшее из достижений Причарда — полученный в 1963 году и запатентованный в США в 1965 году римантадин, ставший результатом исследования производных амантадина (патенты на химическую формулу U.S. Patent 3 352 912, 1965 и на метод синтеза U.S. Patent 3 592 934, 1967). Предложенные Причардом методы синтеза основывались на получении римантадина из кетоксима путём восстановления алюмогидридом лития.